# Мухика, Рафа
Рафаэль Себастьян Мухика Гарсия (исп. Rafael Sebastián Mujica García; род. 29 октября 1998, Лас-Пальмас) — испанский футболист,  нападающий клуба «Арока».

## Клубная карьера
Мухика — воспитанник клубов «Лас-Пальмас» и «Барселона». В 2016 году он дебютировал за дублирующий состав последних. В 2017 году игрок помог клубу выйти в более высокий дивизион. 6 января 2018 года в матче против «Сарагосы» он дебютировал в Сегунде. В том же году Мухика на правах аренды перешёл в «Корнелью». 4 февраля в матче против «Эбро» он дебютировал за новый клуб. 18 февраля в поединке против «Форментеры» Рафа забил свой первый гол за «Корнелью». После окончания аренды игрок ещё сезон провел в «дубле» «Барселоне».
В 2019 году Мухика перешёл в английский «Лидс Юнайтед» и сразу же был отдан в аренду в клуб «Эстремадура». 1 сентября в матче против «Кадиса» он дебютировал за новую команду. В начале 2020 года Рафа на правах аренды выступал за дублёров «Вильярреала». Летом того же года Мухика был арендован «Овьедо». 13 сентября в матче против «Картахены» он дебютировал за новый клуб.
В начале 2021 года Мухика на правах аренды вернулся в «Лас-Пальмас». 7 февраля в матче против «Сабаделя» он дебютировал за новую команду. 14 февраля в поединке против «Альмерии» Рафа забил свой первый гол за «Лас-Пальмас». По окончании аренды клуб выкупил трансфер игрока. Летом 2022 года Мухика перешёл в португальскую «Ароку», подписав контракт на два года. 5 августа в матче против столичной «Бенфики» он дебютировал в Сангриш лиге. 15 августа в поединке против «Жил Висенте» Рафа забил свой первый гол за «Ароку».